# 访仙镇
访仙镇，是中华人民共和国江苏省鎮江市丹阳市下辖的一个乡镇级行政单位，位于丹阳东部，东接武进西夏墅，南接运河镇，西接荆陵，北接新桥，因八仙过海访仙之传说而得名。

## 行政区划
访仙镇下辖以下地区：
永兴路社区、访仙桥社区、杨城村、池塘村、草塘村、窦庄村、仁里村、萧家村、独山村、红光村、双茆村、访仙村和永丰村。